# 三菱重工業下関造船所
三菱重工業下関造船所（みつびしじゅうこうぎょう しものせきぞうせんじょ）は、山口県下関市にある三菱重工業並びにその子会社の三菱造船の造船所。正式名称は三菱重工業株式会社下関造船所。略称下船（しもせん）。三菱重工業長崎造船所、三菱重工業神戸造船所と共に三菱重工業の三大主力工場・事業所の一つである。

## 概要

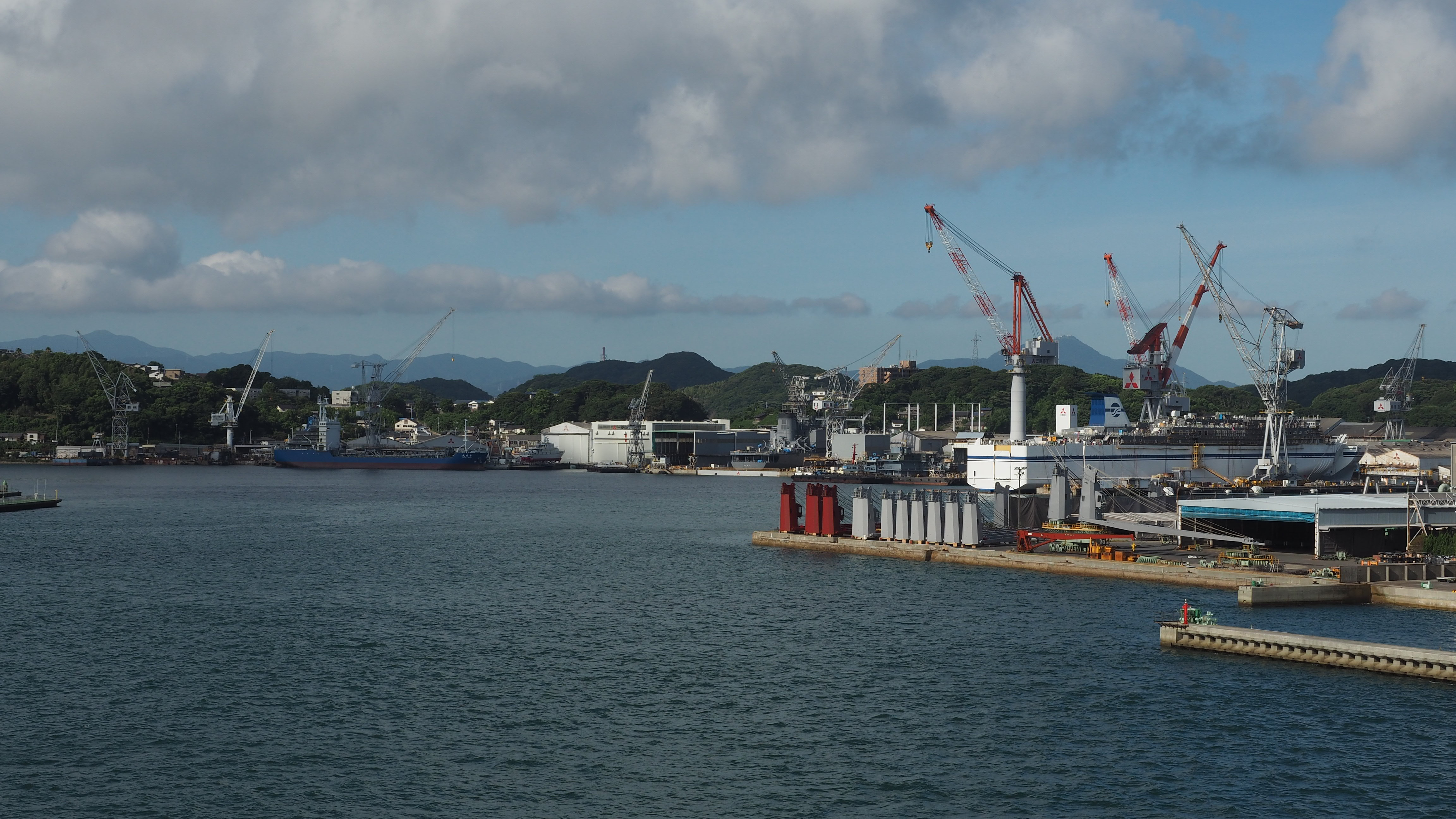
三菱重工下関造船所(2018年8月撮影)

船舶部門の江浦工場（えのうらこうじょう）、機械・航空機部門の大和町工場（やまとまちこうじょう）の2工場で構成されている。江浦工場は下関市南部の彦島東岸に位置し、大和町工場は彦島の北、下関駅南側の東大和町に位置する。江浦工場東の関門海峡には巌流島が浮かぶが、巌流島の大半は永らく下関造船所の土地であった。
下関造船所は、後に江浦工場となる「三菱合資会社彦島造船所」が、長崎造船所、神戸造船所に次ぐ第3の造船所として1914年（大正3年）12月1日に開所したのがはじまりである。当初は船舶の修繕を主要業務としていた。1917年（大正6年）第1番船として門司税関港務部向け消毒船を建造、その後、1921年（大正10年）のトロール漁業取締船「天鳥丸」以降新造船建造を本格的にはじめ、特殊船や作業船を続けて建造し、現在に至る特徴の一つとなった。また、ディーゼル機関を採用したトロール漁船、小型貨客船を先駆けて建造した。1987年に東日本フェリーから受注したばるな (2代)以降、大型フェリーを多数建造している。

### 所在地
- 江浦工場 - 山口県下関市彦島江の浦町6-16-1 北緯33度55分59秒 東経130度55分20秒
- 大和町工場 - 山口県下関市東大和町2-16-1 北緯33度56分24.2秒 東経130度55分21.9秒

## 沿革

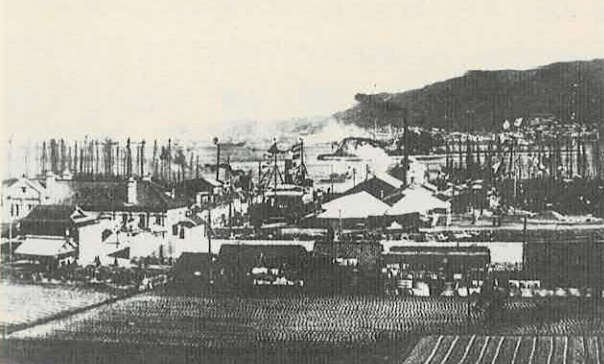
操業開始時の彦島造船所（1914年）

- 1914年（大正3年）  - 第一ドック完成、三菱合資会社彦島造船所として操業開始[3]
- 1917年（大正6年）  - 第1番船、門司税関港務部向け「第一号消毒船」引渡[3]
- 1920年（大正9年）  - 第二ドック完成[3]
- 1927年（昭和2年）  - 第一船台、第二船台が完成。中小型船舶の建造に着手[3]
- 1934年（昭和9年）  - 三菱重工業彦島造船所と改称[3]
- 1943年（昭和18年） - 日立造船所彦島造船所を買収、三菱重工業下関造船所と改称[3]
- 1944年（昭和19年） - 鋼製炭車初号機を納入[3]
- 1950年（昭和25年） - 財閥解体により西日本重工業下関造船所と改称[3]
- 1952年（昭和27年） - 三菱造船下関造船所と改称[3]
- 1962年（昭和37年） - 油圧式コンクリートポンプ車の製作開始[3]
- 1964年（昭和39年） - 大和町工場に造機工場完成・稼動開始、三菱重工業下関造船所と改称[3]
- 1970年（昭和45年） - 新舟艇工場完成[3]
- 1972年（昭和47年） - 三菱デッキクレーン初号機を製作[3]
- 1974年（昭和49年） - 船台をセミドライドック化、甲板機械組立工場完成[3]
- 1986年（昭和61年） - 大和町工場に油圧機器工場完成・稼動開始[3]
- 1994年（平成6年）  - 第1000番船引渡[3]、東日本フェリー発注のフェリー「びなす (2代)」
- 2005年（平成17年） - 世界最大の耐震実験施設「E-ディフェンス」（実大三次元震動破壊実験施設）を製作[3]
- 2006年（平成18年） - 大和町工場に航空機工場完成[3]
- 2007年（平成19年） - 新舟艇工場（H棟）完成[3]
- 2015年（平成27年） - 大和町工場の航空機工場拡張工事完成[4]

## 主な製品

### 艦船

#### 艦艇
- 野埼 (給糧艦) - 1941年竣工、竣工時は雑役船「南海」。後に特務船編入により「野埼」となる。本造船所で建造された唯一の大日本帝国海軍艦艇。
- あらかぜ - 1954年引渡、日本初の全軽合金製警備艇
- １号型魚雷艇（魚雷艇3号、魚雷艇4号)
- ７号型魚雷艇(魚雷艇7号、魚雷艇8号)
- 11号型魚雷艇(魚雷艇11号、魚雷艇12号、魚雷艇13号、魚雷艇14号、魚雷艇15号）
- ふたみ (海洋観測艦) - 1979年引渡、日本初のケーブルエンジン搭載型海洋観測艦
- むろと(敷設艦)‐1980年就役
- めぐろ(SES実験艇)[5]‐1989年8月30日竣工
- はやぶさ型ミサイル艇(はやぶさ、わかたか、おおたか、くまたか、うみたか、しらたか)‐1号型ミサイル艇の後継艇として建造された。
- にちなん(海洋観測艦)‐1999年就役
- むろと(敷設艦・2代)‐2013年就役、先代「むろと」の老朽化に伴い後継艦として建造された。

#### アルミ高速船
- ひだ型巡視船
- はてるま型巡視船
- しれとこ型巡視船
- とから型巡視船
- あまみ型巡視船
- らいざん型巡視船
- たかつき型巡視船
- つるぎ型巡視船
- れいめい型巡視船
- しゅんこう型巡視船
- まつなみ型巡視艇
- あきづき型巡視艇
- しまぎり型巡視艇
- かがゆき型巡視艇
- むらくも型巡視艇
- ひめぎく型巡視艇

#### 特殊船・作業船
- 白鳳丸 (初代) - 1967年引渡、 国内最高水準の海洋研究船
- 黒潮丸 (ケーブル敷設船) - 1975年引渡、世界初の自動化ケーブル敷設船
- すばる (ケーブル敷設船) - 1999年引渡、国内最大級の海底ケーブル敷設船
- 光洋丸 (ケーブル敷設船) - 1984年引渡、世界初の海底光ケーブル用ケーブル敷設船
- 航洋丸 - 1998年引渡、国内最大能力の海難救助兼引船
- 平洋型測量船平洋 - 2020年就役、　後述の光洋と共に海上保安庁最大級の測量船
- 平洋型測量船光洋 - 2021年就役

#### 旅客船

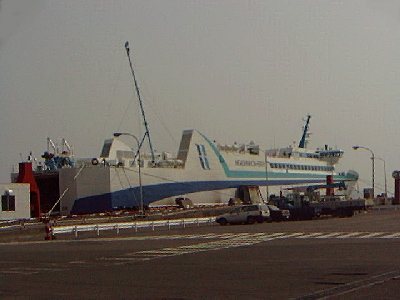
ゆにこん

- シーホーク (初代) - 1977年引渡、東海汽船発注、世界最大級の軽合金製大型高速旅客艇
- PEGASUS VI - 1981年引渡、超豪華モーターヨット
- ヴォイジャー (遊覧船) - 1990年引渡、世界初のハイ・スティブル・キャビン・クラフト（HSCC）
- レインボー (水中翼船) - 1993年引渡、隠岐汽船発注、世界初のディーゼル機関搭載双胴型水中翼船

#### フェリー
- EUROPEAN CAUSEWAY - 1999年引渡、日本の造船所としては14年ぶりとなる輸出フェリー
- ばるな - 1987年引渡、東日本フェリー発注、本工場で建造された初の大型カーフェリー
- ゆにこん - 1997年引渡、東日本フェリー発注、世界最高速の単胴型高速カーフェリー
- さんふらわあ あいぼり - 1997年竣工、関西汽船発注
- さんふらわあ こばると - 1997年竣工、関西汽船発注
- さんふらわあ さつま (2代) - 1993年竣工、ブルーハイウェイライン発注
- さんふらわあ きりしま (初代) - 1993年竣工、ブルーハイウェイライン発注
- さんふらわあ ごーるど - 2007年竣工、ダイヤモンドフェリー発注
- さんふらわあ ぱーる - 2008年竣工、ダイヤモンドフェリー発注
- さんふらわあ くれない - 2022年竣工、フェリーさんふらわあ発注
- さんふらわあ むらさき - 2022年竣工、フェリーさんふらわあ発注
- やまと - 2003年竣工、阪九フェリー発注
- つくし - 2003年竣工、阪九フェリー発注
- いずみ - 2015年竣工、阪九フェリー発注
- ひびき - 2015年竣工、阪九フェリー発注
- シルバークイーン (3代) - 1997年竣工、川崎近海汽船発注
- シルバープリンセス - 2012年竣工、川崎近海汽船発注
- クルーズフェリー飛龍 - 1995年竣工、有村産業発注
- クルーズフェリー飛龍21 - 1995年竣工、有村産業発注
- フェリーあけぼの (2代) - 2008年竣工、マルエーフェリー発注
- フェリー波之上 - 2012年竣工、マルエーフェリー発注
- フェリーあまみ (3代) - 2006年竣工、奄美海運発注
- フェリーきかい (2代) - 2015年竣工、奄美海運発注
- ニューかめりあ - 1104番船、2004年竣工、日本郵船発注
- いしかり - 2011年竣工、太平洋フェリー発注
- きそ - 2004年竣工、太平洋フェリー発注
- きたかみ - 2018年竣工、太平洋フェリー発注
- びるご_(2代) - 1990年竣工、東日本フェリー発注
- ほるす - 1994年竣工、東日本フェリー発注
- びなす_(2代) - 1995年竣工、東日本フェリー発注
- らべんだあ - 2017年竣工、新日本海フェリー発注
- あざれあ - 2017年竣工、新日本海フェリー発注

#### 貨客船
- すとれちあ丸 - 1978年竣工、東海汽船発注、初代おがさわら丸の姉妹船
- 初代おがさわら丸 - 1979年竣工、小笠原海運発注、すとれちあ丸の姉妹船
- 2代目さるびあ丸 - 1992年竣工、東海汽船発注
- 2代目おがさわら丸 - 1997年竣工、小笠原海運発注
- 橘丸 - 1169番船、2014年竣工、東海汽船発注
- 3代目おがさわら丸 - 1194番船、2016年竣工、小笠原海運発注
- 3代目さるびあ丸 - 2019年竣工、東海汽船発注[6]

### 産業機械
- 油圧機器
- 試験装置
- エアヒータ
- 甲板機械

### 航空機部品
- ボーイング787複合材主翼縦通材 - 2006年生産開始、名古屋航空宇宙システム製作所大江工場で主翼組み立て後、アメリカ合衆国へ出荷[4]

## 下関造船所史料館
造船所内には、下関造船所史料館が設置されており、電気溶接導入以前に使用されていた鋲打機、船舶模型、創業期の記録写真など、創業以来の貴重な史料が保存・展示されている。
- 開館日：月曜から金曜（祝日除く）
- 開館時間：8時 - 17時